# Erythrogonia triplicula
Erythrogonia triplicula är en insektsart som först beskrevs av Jacobi 1905.  Erythrogonia triplicula ingår i släktet Erythrogonia och familjen dvärgstritar. Inga underarter finns listade i Catalogue of Life.